# Hohenbergen
Hohenbergen ist ein Ortsteil der Stadt und Landgemeinde Nottertal-Heilinger Höhen im Unstrut-Hainich-Kreis in Thüringen.

## Geografie
278 Meter über NN liegt der Ortsteil mit 185 Einwohnern am Fuß der Heilinger Höhen im Nordwesten des Thüringer Beckens in einem traditionellen Ackerbaugebiet. Hohenbergen befindet sich südwestlich von Schlotheim an der Landesstraße 2096 ungefähr 10 Kilometer östlich von Mühlhausen.

## Geschichte
Die urkundliche Ersterwähnung fand 1170 statt, die Stadt und der Ortsteil gehen von 1359 aus. Einst gehörte die Siedlung den Herren von Körner. Nach kriegerischen Zerstörungen kam das Dorf 1433 zum Kloster Volkenroda. 1533 wurde der Ort im Bauernkrieg zerstört. Der Ort gehörte ab 1545 zum sächsischen Amt Volkenroda, welches als Exklave seit 1645 zum Herzogtum Sachsen-Gotha, ab 1672 zum Herzogtum Sachsen-Gotha-Altenburg und seit 1826 zum Herzogtum Sachsen-Coburg und Gotha gehörte. 1920 kam Hohenbergen zum Land Thüringen.
1994 wurde Hohenbergen in die Stadt Schlotheim eingemeindet, welche sich am 31. Dezember 2019 mit weiteren Gemeinden zur Stadt und Landgemeinde Nottertal-Heilinger Höhen zusammenschloss.